# 鋼鐵碼頭
鋼鐵碼頭是一個長1000英尺（300米）的遊樂園，建造於美國新澤西州大西洋城的一個碼頭上，在大西洋城硬石賭場酒店（前身為特朗普泰姬陵賭場）對面的木板路。從1898年開幕，這已成為二十世紀的前七十年美國最受歡迎的娛樂場所之一，加上有音樂會、展覽和遊樂園。其自稱為國家名勝（Showplace of the Nation），高峰時有2,298英尺（700米）長。
該碼頭由Catanoso家族擁有，並在鋼鐵碼頭合夥有限公司（Steel Pier Associates，LLC）的名下經營。在碼頭被出售前，Catanosos在之前租用過碼頭來經營遊樂園。鋼鐵碼頭繼續作為遊樂園碼頭運營，而且是該市最成功以家庭為方向的景點之一。

## 歷史

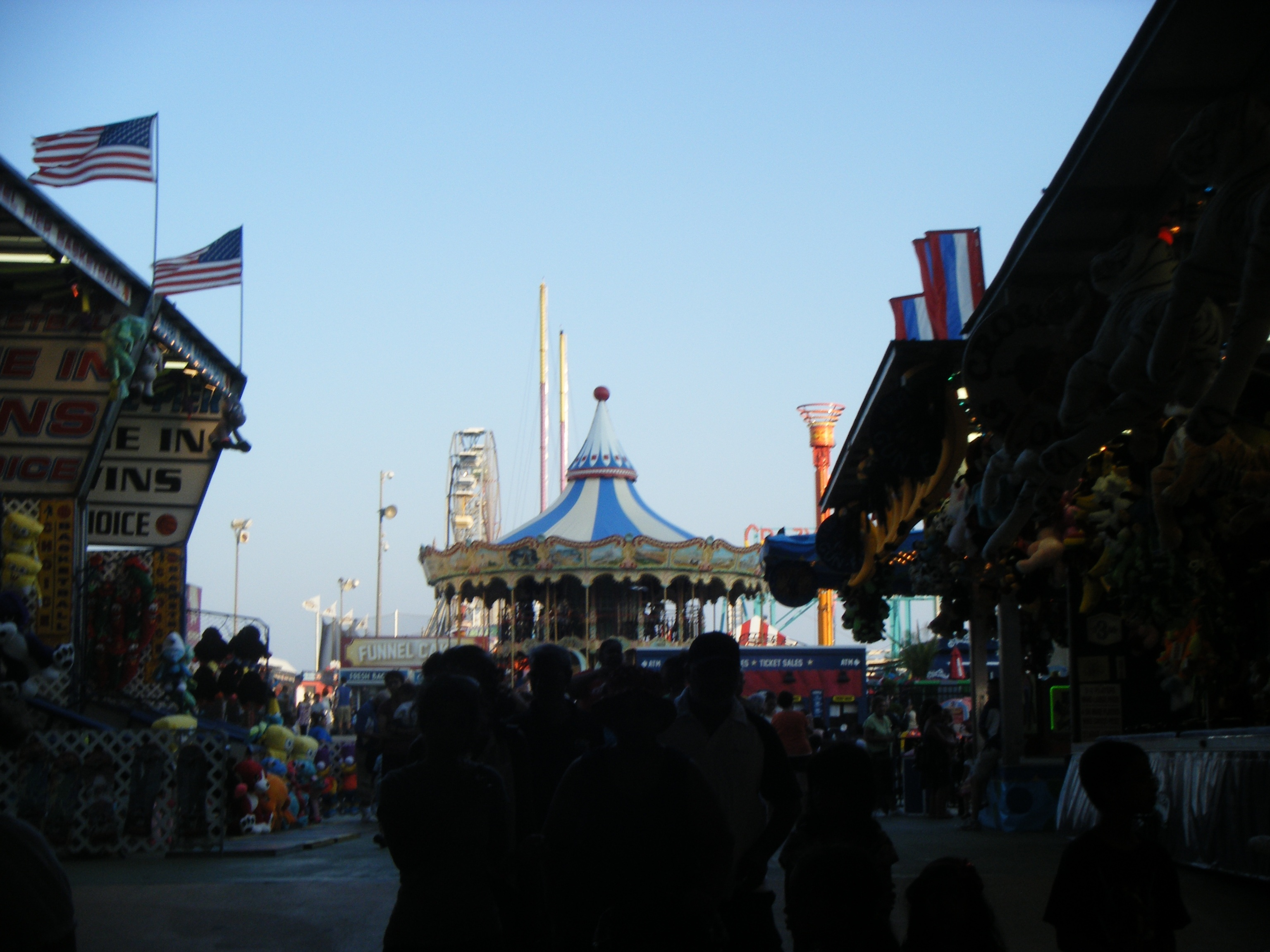
2012年的鋼鐵碼頭

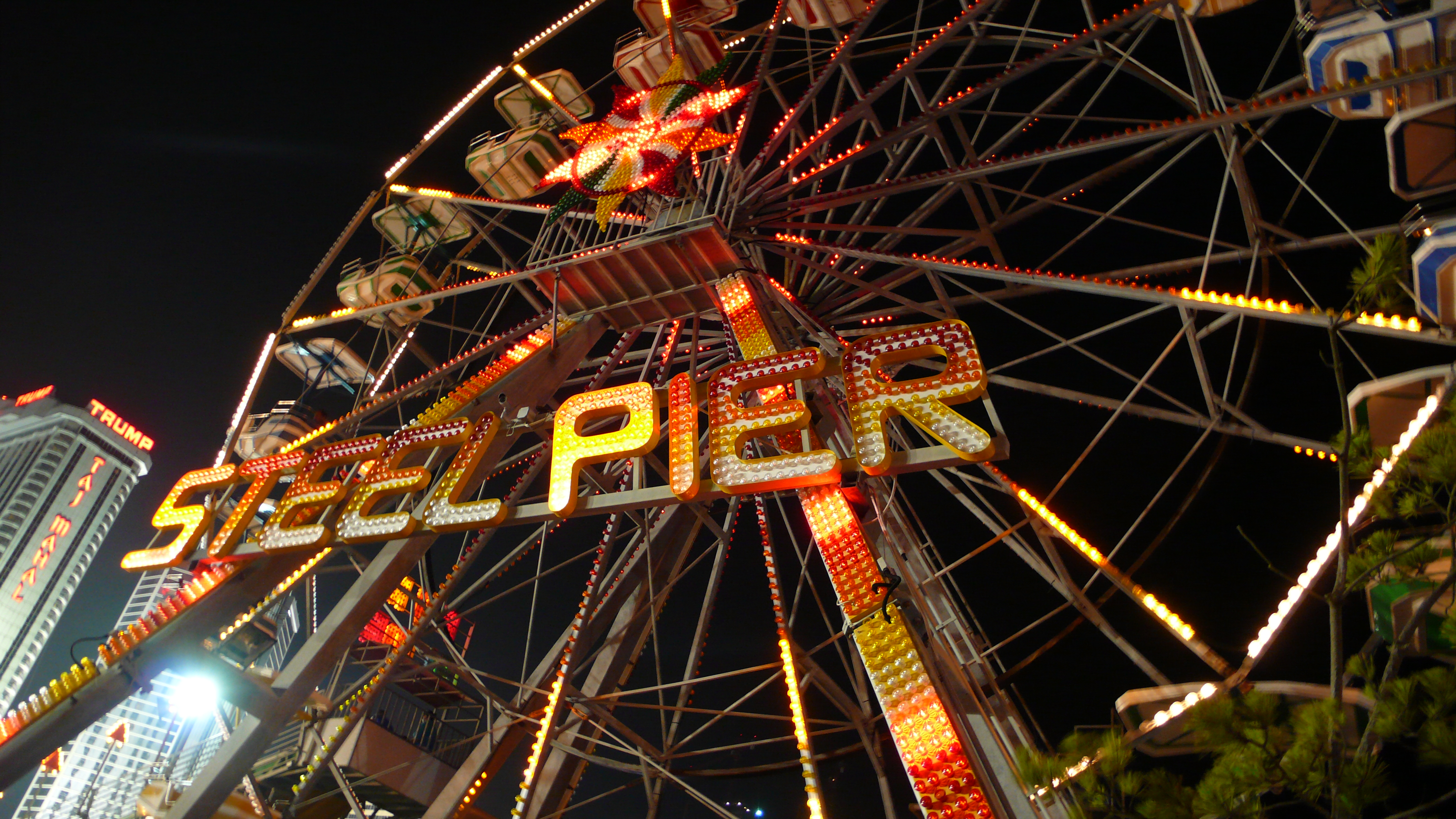
2009年在大西洋城的鋼鐵碼頭摩天輪，背景有特朗普泰姬陵賭場

該碼頭由鋼鐵碼頭公司（Steel Pier Company）建造，於1898年6月18日開放。碼頭建築在鐵樁上，採用有鋼樑的混凝土製下層結構。1904年，一場風暴沖走了鋼鐵碼頭的一部分，許多工程師表示它不能重建。未來的大西洋城市長愛德華·L·巴德和他的公司接受了重建它的挑戰。他在這項工作上的成功為他在大西洋城得到更多工作。
1924年，一場火災對碼頭造成了重大損害。Frank Gravatt在下一年購買了碼頭並翻新它。當地報紙稱他為「鹽水巴納姆」（salt water Barnum）。碼頭曾主辦舞蹈樂隊、三間電影院、展覽、歌劇、兒童表演、水馬戲、特技表演和其他精彩節目。他與約翰·菲利普·蘇沙簽訂了一系列的年度音樂會。通用汽車展覽於1926年開幕，一直持續到1933年，當時它被福特所取代。（通用汽車展覽於1947年回歸，直到1968年。）從1935年到1938年，鋼鐵碼頭是美利堅小姐加冕的地方。碼頭曾被形容為「海上歡樂城」（An Amusement City at Sea）和「本身假期」（A Vacation in Itself）。它也曾被稱為「國家名勝」（Showplace of the Nation），並包括表演例如高空跳水馬、1930年代的滑水狗Rex the Wonder Dog，以及音樂家法蘭·仙納杜拉和艾爾·喬遜等人。戴安娜·羅斯與至上女聲組合在1965年、1966年和1967年的夏天期間進行過為期一周的表演活動，在鋼鐵碼頭的音樂廳劇院和海洋舞廳全場爆滿。「雨點或閃光......鋼鐵碼頭上總有一場精彩的表演」（Rain or Shine ... There's Always a Good Show on Steel Pier）是另一個曾經常描述該場地的各種娛樂活動的用語。1945年，碼頭被George Hamid購買，他負責經營有競爭性的百萬元碼頭。他在1955年與Bill Haley和the Comets開始將受歡迎的搖滾音樂帶到了碼頭。1962年風暴聖灰節期間損毀或丟失了部分碼頭。披頭四樂隊在1964年預訂這裡表演，但對門票的潮水般需求強迫他們移到濱海大道會議中心。這個碼頭以前是很長的，但是在1970年的節期開放前六個月，即1969年12月的一場火災將其規模縮小了約三分之一。到1960年代末期，碼頭感受到大西洋城旅遊業衰退的影響。碼頭在1973年被賣給了一群當地商人。賭博合法化後，開發商提議將碼頭轉換成一間賭場酒店。但是，無法獲得政府的批准，而在1978年將碼頭出售給國際度假公司（Resorts International），主要使用碼頭來倉儲東西。1982年發生的火災把原來的有鋼鐵支撐的木製碼頭摧毀；而目前的混凝土結構是始於1993年。特朗普娛樂公司（Trump Entertainment）在1980年代末得到特朗普泰姬陵賭場時便獲得了該碼頭的所有權。特朗普鋼鐵碼頭於1992年開放，但碼頭已減至約1000英尺（300米），而且主要以遊樂設施為主。鋼鐵碼頭至今仍然經營為一座遊樂場。
2008年6月，鋼鐵碼頭慶祝成立110週年，而碼頭最初於1898年6月18日星期六開幕。
2012年2月，碼頭宣布跳水馬表演將會回歸鋼鐵碼頭，作為最近批准的旅遊總體規劃的一部分，但是該計劃在引起公憤之後很快就被取消了。

## 流行文化

### 電影
- 《Wild Hearts Can't Be Broken（英语：Wild Hearts Can't Be Broken）》（1991年）－內容關於其中一名跳水馬騎師的生平。
- 《Convention Girl（英语：Convention Girl）》（1935年）－演員有三個臭皮匠的尚普·霍華德（英语：Shemp Howard），電影部份在鋼鐵碼頭拍攝。
- 《Three Stooges at Steel Pier》（1938年）－短片。
- 《The Burglar（英语：The Burglar）》（1957年）－電影部份在鋼鐵碼頭拍攝。
- 《大西洋城》（1980年）－在一個場景的背景有出現鋼鐵碼頭。

## 書目
- Steel Pier, Atlantic City: showplace of the nation. Steve Leibowitz. Down the Shore Publishing; West Creek, NJ. 2009. ISBN 9781593220365.

## 外部連結
- 官方网站
- "Steel Pier （页面存档备份，存于）" - A nostalgic look at Steel Pier
- "The Old Steel Pier & Atlantic City, on Facebook （页面存档备份，存于）"
- Historic American Engineering Record (HAER) No. NJ-64, "Steel Pier, Boardwalk at Virginia Avenue, Atlantic City, Atlantic County, NJ", 11 photos, 4 data pages, 1 photo caption page
- 鋼鐵碼頭在雲霄飛車資料庫上的頁面
- "Steel Pier Chronology （页面存档备份，存于）"
- "Steel Pier Remembered - KYW-TV CBS Philadelphia （页面存档备份，存于）"